# بانک میتسویی

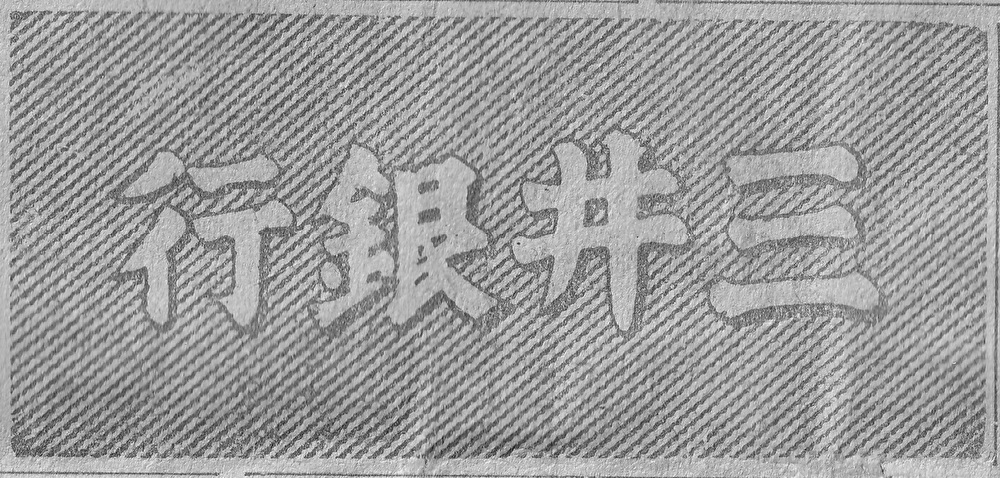
نمایی از یک‌برگهٔ تبلیغات بانک میتسویی در سال ۱۹۴۱

بانک میتسویی (به ژاپنی: 三井銀行, Mitsui Ginko) از سال ۱۸۷۶ تا ۱۹۹۰ یک بانک بزرگ ژاپنی بود. این بانک با بانک تاییو کوبه ادغام شد و در آوریل ۱۹۹۲ به بانک ساکورا تغییر نام داد. بانک ساکورا اکنون بخشی از بانک سومیتومو میتسویی (SMBC) است.